# جهاز الأمن الوطني (الصومال)
جهاز الأمن الوطني الصومالي (بالصومالية: Hay'ada Nabadsugida Qaranka)‏، HNQ) وكالة الاستخبارات الرسمية في جمهورية الصومال الديمقراطية من 1970 إلى 1990. تأسس جهاز الأمن الوطني في ظل حكومة سياد بري عام 1970، على غرار لجنة أمن الدولة في الاتحاد السوفيتي، وتم حله رسميًا عام 1990 قبيل الإطاحة بالرئيس بري وحكومته. في عام 2013 ، أعادت الحكومة الفيدرالية الصومالية تأسيس جهاز الأمن القومي تحت مسمى وكالة المخابرات والأمن الوطني (نيسا) (NISA).

## التنظيم والهيكل
كان جهاز الأمن الوطني جهازا تابعا لوزارة الداخلية، وقاد اللواء أحمد سليمان عبد الله ("دَفلِي") الجهاز خلال السبعينيات وحتى منتصف الثمانينيات. وكان اللواء عبد الله صهر الرئيس محمد سياد بري وعضوا في المجلس الأعلى للثورة. خلال السنوات الأخيرة من نظام سياد بري، أدار عبد القاسم صلاد حسن جهاز الأمن الوطني وأصبح عبد القاسم فيما بعد رئيسًا للصومال لمرة واحدة في ظل الحكومة الوطنية الانتقالية .
يحاكي جهاز الأمن الوطني NSS النموذج السوفيتي حيث تم تأسيسه بمساعدة لجنة أمن الدولة في الاتحاد السوفيتي والمعروفة اختصارا بـ KGB ، وكان جهاز الأمن الوطني يتمتع بمكانة رفيعة ويحتفظ بصلات وثيقة مع المجلس الثوري الأعلى. ويدير شبكة واسعة من المخبرين في المجتمع الصومالي.

## سجون جهاز الأمن الوطني
كان مقر جهاز الأمن ومركز الاستجواب في مقديشو المعروف باسم "الجب" أو (بالصومالية: Godka)‏ سيئ السمعة. وشملت مراكز الجهاز الأخرى سجن مقديشو المركزي وفروعا أمنية في لانتا بور ولباتنجرو وبوروين.

## حل الجهاز عام1990
في عام 1990 تم حل جهاز الأمن الوطني NSS بشكل رسمي في محاولة لتهدئة الأوضاع وإسكات الأصوات المعارضة. إلا أن باقي الأجهزة الأمنية بقيت على حالها متمتعة بصلاحيات غير محدودة من من ضمنها الاعتقال والاحتجاز دون إذن من النيابة وتعذيب المعتقلين وإساءة معاملتهم. ومن ضمن الأجهزة التي لم تُحلّ : الحرس الرئاسي القبعات الحمر (بالصومالية: Duub Cas)‏؛ و محطمو الظهور (بالصومالية: Dhabarjabinta)‏، وهو فرع من الشرطة العسكرية؛ وكذلك وكالة أمن الدفاع الهنغاش، وهو فرع آخر من فروع الشرطة العسكرية؛ و رواد النصر (بالصومالية: Guulwadayaal)‏، وهي مجموعة شبه عسكرية ترتدي الزي العسكري؛ وجناح التحقيق في الحزب الاشتراكي الثوري الصومالي .
قرار حل جهاز الأمن القومي لم يضمن تحقيق العدالة لأن المحاكم الأخرى، مثل المحكمة العسكرية الجوالة ومحكمة الأمن الإقليمي، احتفظت بصلاحية الحكم على الأشخاص بالسجن لفترات طويلة وحتى بالإعدام دون أي مرافعة، وفي محاولة لإظهار انفتاح الحكومة السياسي، استقال الرئيس بري من منصب الأمين العام للحزب الحاكم، ليحل محله صهره أحمد سليمان الذي ترأس جهاز الأمن الوطني لسنوات عديدة.

## سياسيون على صلة بـجهاز الأمن الوطني
يحيط الجدل بأنشطة جهاز الأمن الوطني، وكذلك السياسيين الذين خدموا أو ساعدوا في جهاز الأمن الوطني خلال نظام بري. هذه قائمة عدد من السياسيين الصوماليين الذين خدمو بجهاز الأمن الوطني أو كان لهم علاقات مع الجهاز:
- عبد القاسم صلاد حسن رئيس الحكومة الوطنية الانتقالية للصومال (2001-2004)؛ شغل منصب وزير الداخلية في عهد سياد بري، ثم رئيس جهاز الأمن الوطني.
- علي محمد غيدي رئيس وزراء الحكومة الاتحادية الانتقالية في الصومال (2004 - 2007)؛ عمل كموظف في جهاز الأمن الوطني .
- حسن أبشير فرح رئيس وزراء الصومال (2001-2003)، وزير الثروة السمكية (2004 - 2007)؛ تشير مزاعم إلى أنه تعاون مع جهاز الأمن الوطني بصفته محافظا إقليميًا في حكومة بري.
- طاهر ريالي كاهن رئيس أرض الصومال (2003-2010) شغل منصب رئيس فرع جهاز الأمن الوطني في بربرة .[8]
- حسن محمد نور شاتيغدود وزير المالية في الحكومة الاتحادية الانتقالية (2005 - 2007) ؛ رئيس جنوب غرب الصومال (2002 - 2004)؛ عقيد في جهاز الأمن القومي [9]
- وبحسب مصادر فإن الرئيس الجيبوتي إسماعيل عمر جيله، تلقى تدريبات في جهاز الأمن الوطني.
- تحالف مختار محمد عبد الرحمن بلبل من أجل إعادة تحرير الصومال (ARS) منذ 2003 إلى 2011 تلقى تدريبات من قبل جهاز الأمن الوطني.
- ملس زيناوي، رئيس وزراء إثيوبيا، كان على اتصال بجهاز الأمن القومي وعاش في مقديشو لفترة ، وهناك مزاعم بأنه التقى بأفورقي في مقديشو [10]
- أسياس أفورقي، رئيس إريتريا، هناك مزاعم بأنه كان على اتصال بجهاز الأمن الوطني وعاش في مقديشو لفترة مع زيناوي [10]

### السياسيون الأجانب
تشير مزاعم إلى أن الرئيس الإثيوبي السابق ملس زيناوي والرئيس الإريتري أسياس أفورقي كانا على اتصال بجهاز الأمن الوطني. وكتبت أخبار شبكة الأنباء (إيرين) نقلاً عن مسؤول سابق في الصومال لم تذكر اسمه: أن "ملس كان يعرف الصومال جيداً، حيث كان يعيش في مقديشو عندما كان قائداً لقوات تحرير إثيوبيا في الثمانينيات، ملس والزعيم الإريتري أسياس أفورقي "عاشا معًا في فيلا تقع خلف فندق توفيق، شمال العاصمة مقديشو، وربطتهما علاقة مع جهاز الأمن الوطني، الذي زودهما بوثائق السفر وجوازات سفر صومالية، ومنحتهما تدريبات استخبارتيا كما ساعدتهما في الحصول على تردد إذاعي من إذاعة تيغرايان"، .

## البديل
في يناير 2013، أنشأت الحكومة الفيدرالية الصومالية وكالة المخابرات والأمن الوطنية (نيسا) (NISA) بدلاً من جهاز الأمن الوطني NSS البائد، وكُلفت الوكالية بضمان الأمن القومي، ويقع المقر الرئيسي لـنيسا في العاصمة مقديشو.